# Johann Heinrich Zedler
Johann Heinrich Zedler (Breslavia, 7 de enero de 1706-Leipzig, 21 de marzo de 1752) nacido en Bresláu fue el editor de Grosses Universal-Lexicon, la enciclopedia en lengua alemana más grande y completa, que se editó entre 1732 y 1754. Fue la primera enciclopedia en incluir entregas de personas vivas.

## Biografía
Johann Heinrich Zedler nació en 1706 en Breslau, hijo de un zapatero. Fue aprendiz de los libreros de Breslau Brachvogel, luego se trasladó a la compañía del librero y editor de Hamburgo Theodor Christoph Felginer.

En 1726 se trasladó a la ciudad sajona de Freiberg, y en septiembre de ese año se casó con Christiana Dorothea Richter (1695-1755), hermana del editor David Richter e hija de un comerciante de renombre en la ciudad, que era once años mayor que él. Utilizó la dote de su esposa para abrir una librería en Freiberg.

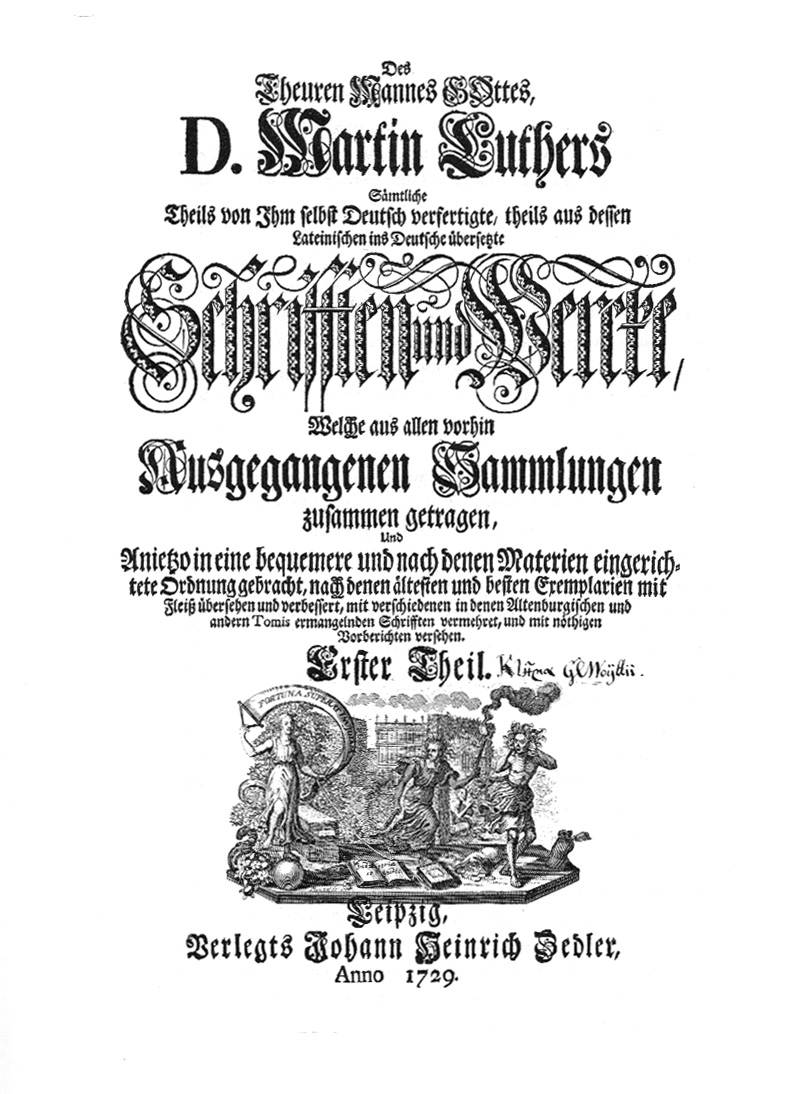
El primer gran proyecto editorial de Zedler: Des Theuren Mannes Gottes, D. Martin Luthers Sämtliche… Portada de la primera parte, Leipzig 1729.

En 1727, Zedler y su esposa se trasladaron a la universidad y ciudad ferial de Leipzig. Ese año su nombre apareció en una lista de dieciséis libreros editoriales en Leipzig. 
A principios de 1728 Zedler publicó un aviso de "Una nueva edición ampliada y revisada de todas las revistas y obras alemanas del Beato Lutero". El trabajo fue financiado a través de Praenumeration, una forma temprana del modelo de negocio de suscripción), una práctica común en ese momento. Las partes interesadas pagarían dos secciones por adelantado en la Feria de Pascua en 1728, con un descuento, y luego recibirían la entrega en la siguiente Feria de Michaelmas a principios de octubre.
En 1733 Zedler lanzó una revista mensual de bolsillo llamada Open Cabinet of Great Men, o el estado actual de todos los reinos y países del mundo. La nueva revista tenía como objetivo despertar el interés público en las noticias de las áreas política, militar y judicial. Fue un éxito, publicando 25 ediciones hasta 1735, pero, según el biógrafo de Zedler, Gerd Quedenbaum, a la larga no fue una fuente notable de ingresos.
Algún tiempo antes de la primavera de 1737, Zedler sufrió un colapso financiero. Su negocio fue comprado por el empresario Johann Heinrich Wolf, quien proporcionó fondos para que Zedler continuara con el Léxico Universal y otras obras que ya había comenzado, como la Crónica General de Estados, Guerras, Iglesias y Erudición (1733-1754, 22 volúmenes).
Pasó la mayor parte de sus últimos años en su finca cerca de Leipzig. El 21 de marzo de 1751 Zedler murió, un año después de la conclusión del alfabético Léxico Universal. Su legado sigue vivo con el nombre coloquial de la enciclopedia, que hoy se conoce como "el Zedler".